# Saint-Malo-de-Phily

Saint-Malo-de-Phily este o comună în departamentul Ille-et-Vilaine, Franța. În 1 ianuarie 2022 avea o populație de 1.074 de locuitori.